# Bartolommeo Ramenghi

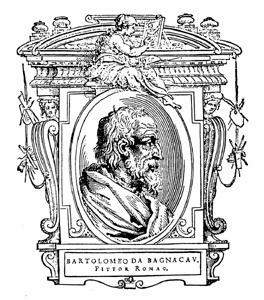
Bartolommeo Ramenghi

Bartolommeo Ramenghi, també anomenat Bagnacavallo o il Baruffaldi (Bagnacavallo, 1484 - Bolonya, 1542) va ser un pintor italià del Renaixement, actiu a l'Emilia-Romagna.
Va rebre el sobrenom de Bagnacavallo, per haver nascut en aquest petit llogaret, prop de Ravenna. Inicialment va tenir com a mestres Francesco Francia i Lorenzo Costa el Vell a Bolonya. Després va traslladar-se a Roma, on va ser deixeble de Rafael. Mentre s'ensinistrava amb aquest mestre va treballar en la decoració del Vaticà, tot i que no s'han identificat les porcions de l'obra degudes a la seua mà.
Posteriorment tornà a Bolonya, on va esdevenir un prominent artista. Més tard, les seues obres serien molt apreciades per Guido Reni i els Carracci. Entre les seues obres bolonyeses hi ha una Disputa de sant Agustí i una Mare de Déu amb Infant.
Va morir a Bolonya. Un dels seus deixebles fou Cesare Aretusi.

## Obres
- Mare de Déu i Infant amb els sants Joan Evangelista, Joan Baptista, Francesc, Clara, Caterina i la Magdalena (1563)
- Esposalles místiques de santa Caterina (1543-6), Pinacoteca de Bolonya.[1]